# Sauropoder
Sauropoder (av nylatin: sauropoda, "ödlefötter") eller långhalsdinosaurier, i talspråk även långhalsar, är en stor grupp fyrbenta, växtätande och traditionellt långhalsade dinosaurier, tillhörande ordningen ödlehöftade dinosaurier (saurischier) – den ena av två huvudgrupper dinosaurier – jämför fågelhöftade dinosaurier (ornithischier). Paleontologerna placerar dem tillsammans med prosauropoderna (som enligt äldre forskning var dess troliga förfäder) i underordningen Sauropodomorpha. Ny forskning indikerar dock att prosauropoderna egentligen inte var sauropodernas förfäder alls, utan att de två grupperna representerar separata utvecklingslinjer inom gruppen Sauropodomorpha.
Sauropoderna var de största djuren som någonsin gått på land och innehåller välkända släkten som Apatosaurus, Brachiosaurus och Diplodocus. Sauropoderna dök först upp under yngre trias, och under yngre jura, för 150 miljoner år sedan, hade (speciellt diplodociderna och brachiosauriderna) spritt sig över hela världen. Under yngre krita hade bara titanosaurierna överlevt. Men då fanns de över hela södra halvklotet, fast titanosaurierna dog ut tillsammans med alla andra dinosaurier som inte var fåglar vid slutet av krita. Fossila rester efter sauropoderna har hittats på alla kontinenter inklusive Antarktis.

## Definition
Sauropodomorpha definieras stambaserat som den mest inklusiva monofyletiska grupp som innehåller Saltasaurus men inte Jingshanosaurus. Det har även förekommit nodbaserade definitioner som inbegriper den basala sauropoden Vulcanodon.

## Om sauropoder
Sauropoderna var de mest spektakulära av alla dinosaurier. Deras mest iögonfallande karaktärsdrag var storleken. Dessa fridsamma växtätare var utan konkurrens de största landdjur som någonsin existerat. Det fanns gigantiska djur som var nästan dubbelt så långa som en tennisplan och lika tunga som 20 elefanter. Nya släkten upptäcks ofta, och de nuvarande rekordhållarna Argentinosaurus och Puertasaurus kommer troligtvis att passeras. Det är möjligt att de största Sauropoderna som någonsin existerat vägde mer än till och med blåvalen, som många tror är det största djuret i alla kategorier (läs mer om Bruhathkayosaurus). Säkra fynd av så stora djur saknas dock. Även de medelstora sauropoderna var enorma djur som ofta vägde lika mycket som 5–6 elefanter.
Men hur kunde dessa djur bli så oerhört stora? Forskarna vet inte orsaken. Dagens största landdjur, den afrikanska stäppelefanten, väger i snitt bland hannarna knappt 6 ton och är rena dvärgdjuren jämfört med även medelstora sauropoder som Apatosaurus. Och det största landlevande djur som vetenskapen känner till som inte var en sauropod, Indricotherium beräknas "bara" ha vägt upp till 20 ton. Sauropodernas diet var dessutom inte särskilt näringsrik och en nykläckt sauropodunge var inte mycket större än andra dinosaurieungar. 
Sauropoderna hade jättelika ben för att bära upp och förflytta enorma kroppar. Nästan alla sauropoder hade en lång hals (hos en del över 10 meter lång) och lång svans. Längst ut på de långa halsarna fanns små huvuden som ofta inte var större än ett hästhuvud. Hjärnorna var i regel väldigt små i förhållande till djurens storlek – hos många inte större än en katthjärna. Troligtvis var också några släkten bland titanosauriderna bepansrade på ryggen. 
En del sauropoder, främst diplodociderna, anses ha hållit halsen relativt lågt i linje med marken. Andra familjer, främst brachiosauriderna hade emellertid en kroppsbyggnad som gjorde att halsen automatiskt pekade nästan rakt uppåt, och de kan därmed liknas vid jättelika giraffer.  En del, åtminstone diplodociderna, kunde resa sig på bakbenen för att beta högt uppe i träden. 
De första sauropoderna uppträdde i tidig jura (cirka 200 miljoner år sedan) och dominerade under senare delen av jura (160-145 miljoner år sedan) landlivet på alla kontinenter. Som grupp överlevde de ända fram till slutet av krita för 65 miljoner år sedan då alla dinosaurier (med undantag av fåglar) dog ut. Efterhand trängdes de dock tillbaka på norra halvklotet av nya grupper växtätande dinosaurier. På de sydliga kontinenterna var de emellertid de dominerande växtätarna ända fram till slutet av krita. Välkända släkten inkluderar bland annat Diplodocus, Apatosaurus, Brachiosaurus, Argentinosaurus och Supersaurus.

## Hur sauropoderna levde
Man har hittat mängder med fossilerade fotspår efter dessa jättar och de verkar ha trivts bäst på stora slätter med floder och sjöar och mycket vegetation. Förr trodde man att sauropoderna var vattenlevande, att så stora djur inte skulle kunnat klara sig på land. Ett bevis på detta ansågs bland annat vara placeringen på Brachiosaurus och de andra brachiosauriderna som till exempel Sauroposeidon näsborre högt upp på hjässan. På så sätt skulle dinosaurierna kunnat vara nästan helt täckta med vatten men ändå kunnat andas.
Att Brachiosaurus och de andra sauropoderna var vattenlevande avvisas helt av dagens forskare. Alla sauropoder var landdjur, även om de säkerligen tog sig ett dopp emellanåt, precis som elefanter gör. Nyare forskning har även visat att vattentrycket skulle krossat lungorna på en fullvuxen Brachiosaurus om den var nästan helt täckt med vatten. 
Som nästan alla andra dinosaurier lade sauropoderna ägg, åtminstone en del sauropoder tycks ha lagt sina ägg i stora äggläggningskolonier. Fossila fotspår visar att nästan alla var flockdjur och att ungarna gick i mitten av flocken/hjorden för att få maximalt skydd mot stora theropoder (köttätande dinosaurier). Troligtvis fick hannarna agera beskyddare av flocken när en fara hotade. Djurens långa svansar kunde fungera som en piska som skrämde bort angripare. De sauropoder som kunde resa sig på bakbenen använde troligen även denna förmåga vid försvar mot rovdinosaurier genom att fälla sig över angriparen och krossa den. 
Föga överraskande åt sauropoderna stora mängder mat. Man beräknar till exempel att en fullvuxen Brachiosaurus åt närmare ett ton växter per dag. Om den överlevde sina tidiga levnadsår och inte drabbades av svåra sjukdomar räknar forskarna med att den kunde leva i över 100 år.